# Diocesi di Lurín
La diocesi di Lurín (in latino Dioecesis Lurinensis) è una sede della Chiesa cattolica in Perù suffraganea dell'arcidiocesi di Lima. Nel 2023 contava 1.314.700 battezzati su 1.707.290 abitanti. È retta dal vescovo Carlos García Camader.

## Territorio
La diocesi comprende alcuni distretti nella parte meridionale della provincia di Lima.
La cattedrale è dedicata a San Pietro apostolo.
Il territorio è suddiviso in 54 parrocchie.

## Storia
La diocesi è stata eretta il 14 dicembre 1996 con la bolla Quo fructuosius di papa Giovanni Paolo II, ricavandone il territorio dall'arcidiocesi di Lima.
Il 28 febbraio 1998 è stato inaugurato il seminario diocesano dedicato a san Giovanni Bosco.

## Cronotassi dei vescovi
Si omettono i periodi di sede vacante non superiori ai 2 anni o non storicamente accertati.
- José Ramón Gurruchaga Ezama, S.D.B. † (14 dicembre 1996 - 17 giugno 2006 ritirato)
- Carlos García Camader, dal 17 giugno 2006

## Statistiche
La diocesi nel 2023 su una popolazione di 1.707.290 persone contava 1.314.700 battezzati, corrispondenti al 77,0% del totale.
| anno | popolazione | popolazione | popolazione | presbiteri | presbiteri | presbiteri | presbiteri                | diaconi | religiosi | religiosi | parrocchie |
| anno | battezzati  | totale      | %           | numero     | secolari   | regolari   | battezzati per presbitero | diaconi | uomini    | donne     | parrocchie |
| ---- | ----------- | ----------- | ----------- | ---------- | ---------- | ---------- | ------------------------- | ------- | --------- | --------- | ---------- |
| 1999 | 1.800.000   | 2.000.000   | 90,0        | 52         | 34         | 18         | 34.615                    | 4       | 72        | 124       | 27         |
| 2000 | 2.250.000   | 2.500.000   | 90,0        | 53         | 35         | 18         | 42.452                    | 4       | 72        | 124       | 27         |
| 2001 | 2.250.000   | 2.500.000   | 90,0        | 53         | 35         | 18         | 42.452                    | 4       | 72        | 124       | 27         |
| 2002 | 2.244.000   | 2.500.000   | 89,8        | 50         | 34         | 16         | 44.880                    | 4       | 60        | 134       | 31         |
| 2003 | 2.300.000   | 2.700.000   | 85,2        | 63         | 30         | 33         | 36.507                    | 5       | 88        | 134       | 30         |
| 2004 | 2.313.000   | 2.721.000   | 85,0        | 68         | 29         | 39         | 34.014                    | 4       | 88        | 134       | 31         |
| 2013 | 2.542.000   | 2.967.000   | 85,7        | 80         | 50         | 30         | 31.775                    | 3       | 75        | 168       | 44         |
| 2016 | 1.210.624   | 1.572.239   | 77,0        | 100        | 70         | 30         | 12.106                    | 3       | 62        | 112       | 50         |
| 2019 | 1.249.730   | 1.623.000   | 77,0        | 112        | 73         | 39         | 11.158                    | 3       | 77        | 123       | 51         |
| 2021 | 1.287.530   | 1.672.000   | 77,0        | 103        | 60         | 43         | 12.500                    | 2       | 75        | 114       | 51         |
| 2023 | 1.314.700   | 1.707.290   | 77,0        | 90         | 62         | 28         | 14.607                    | 2       | 60        | 123       | 54         |